# موکندا، آنگولا
موکندا (به انگلیسی: Muconda (Nova Chaves)) شهری در استان لوندای جنوبی واقع در کشور آنگولا است که در سال ۲۰۰۹ میلادی ۳٬۵۰۶ نفر جمعیت داشته است.